# Маркус Катцер
Маркус Катцер (нім. Markus Katzer, нар. 11 грудня 1979, Відень) — австрійський футболіст, захисник клубу «Ферст Вієнна».
Насамперед відомий виступами за «Рапід» (Відень), а також національну збірну Австрії.

## Клубна кар'єра
У дорослому футболі дебютував 2000 року виступами за клуб «Адміра-Ваккер», в якій провів чотири сезони, взявши участь у 91 матчі чемпіонату. Більшість часу, проведеного у складі «Адміри-Ваккер», був основним гравцем захисту команди.
До складу клубу «Рапід» (Відень) приєднався влітку 2004 року на правах вільного агента. З «Рапідом» двічі став чемпіоном Австрії і один раз володарем Кубка Інтертото в 2007 році, а у вересні того ж року брав участь в першому колі Кубка УЄФА, крім цього, в 2005 році став фіналістом Кубка Австрії і брав участь разом з командою в груповому турнірі Ліги чемпіонів. Відіграв за «Рапід» протягом десяти сезонів 216 матчів в національному чемпіонаті.
2013 року повернувся до клубу «Адміра-Ваккер», а за два роки, у 2015, 35-річний футболіст вирішив продовжити виступи в нижчоліговому «Ферст Вієнна».

## Виступи за збірну
20 серпня 2003 року дебютував в офіційних матчах у складі національної збірної Австрії в товариській грі проти збірної Коста-Рики.
У складі збірної був учасником чемпіонату Європи 2008 року в Австрії та Швейцарії, проте на поле так жодного разу і не вийшов. Незабаром після Євро перестав викликатися до складу збірної.
Всього за шість років провів у формі головної команди країни 11 матчів.

## Статистика

### Збірна
| Збірна Австрії | Збірна Австрії | Збірна Австрії |
| Роки           | Ігри           | Голи           |
| -------------- | -------------- | -------------- |
| 2003           | 1              | 0              |
| 2004           | 1              | 0              |
| 2005           | 4              | 0              |
| 2006           | 1              | 0              |
| 2007           | 3              | 0              |
| 2008           | 1              | 0              |
| Всього         | 11             | 0              |

## Досягнення
- Чемпіон Австрії (2): 2005, 2008
- Віце-чемпіон Австрії (1): 2009
- 3-й призер чемпіонату Австрії (1): 2010
- Фіналіст кубка Австрії (1): 2005